# Český Krumlov
Český Krumlov  (in tedesco Böhmisch Krumau o Krummau) è una città della Repubblica Ceca, capoluogo del distretto omonimo, in Boemia Meridionale, molto conosciuta per la particolare architettura del centro storico e per il castello, dichiarati patrimonio dell'umanità dall'UNESCO.
Era conosciuta come Krumau fino alla seconda guerra mondiale quando alla fine furono espulsi gli abitanti di lingua tedesca. Český Krumlov letteralmente significa "Krumlov ceca (Boema)"; ne esiste infatti anche una morava (Moravský Krumlov). Český Krumlov è un centro culturale importante nella Repubblica Ceca, ospita svariati festival e altri eventi durante l'anno. Il più conosciuto è il festival della Rosa dai Cinque Petali, che viene celebrato in giugno,  nel fine settimana del solstizio d'estate.

## Storia

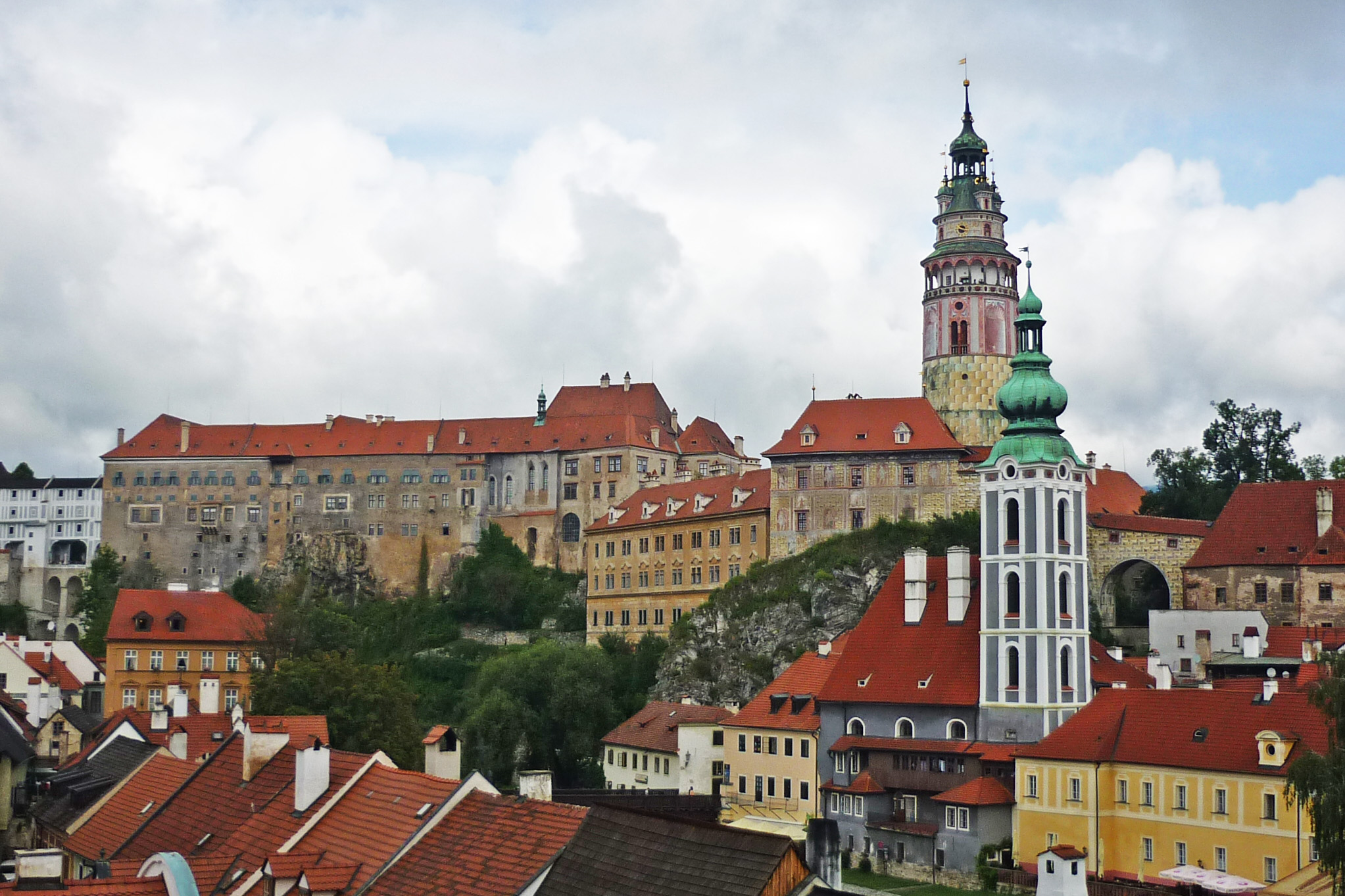
Il castello di Český Krumlov.

La costruzione della città e del castello iniziò verso la fine del XIII secolo come guado del fiume Moldava importante per gli itinerari commerciali. Nel 1302 sia la città che il castello entrarono sotto il controllo del casato dei Rosenberg. La maggior parte dell'architettura del centro storico e della parte adiacente al castello è da datare dal XIV secolo al XVII secolo, le strutture sono in stile gotico, rinascimentale e barocco. Il nucleo del centro storico è all'interno della curvatura a ferro di cavallo del fiume, con il castello dall'altra parte della Moldava. L'imperatore Rodolfo II comprò Krumau nel 1602 e lo diede a suo figlio Giulio d'Austria e successivamente l'imperatore Ferdinando II lo consegnò al casato degli Eggenberg, istituendo ufficialmente il Ducato di Krumlov. Dal 1719 al 1947 il castello fu posseduto dal casato degli Schwarzenberg, che succedette agli Eggenberg.
Nel 1806 la città diventò parte dell'Impero austriaco e nel 1866 dell'Impero austro-ungarico. 8 662 abitanti vivevano a Krumau in der Moldau nel 1910, comprendenti 7.367 tedeschi e 1.295 cechi.
Dopo la prima guerra mondiale, Krumau dall'ottobre 1918 al settembre 1919 appartenne all'Alta Austria, regione dell'appena nata Austria Tedesca, ma nel 1918 i cechi occuparono la città. Durante il periodo d'interguerra fu parte della Cecoslovacchia. Tra il 1938 e il 1945 fu annessa alla Germania nazista come parte dei Sudeti. La popolazione di lingua tedesca della cittadina fu espulsa dopo il termine del secondo conflitto mondiale e Český Krumlov fu restituita alla Cecoslovacchia.
Durante il regime comunista della Cecoslovacchia, Krumlov cadde in uno stato d'abbandono, ma dalla rivoluzione di velluto del 1989 fu ristabilita l'antica bellezza della città e ora è una delle maggiori mete vacanziere nella Repubblica Ceca, che attrae turisti soprattutto dalla Germania, Austria e dintorni. Nell'agosto nel 2002 la città subì dei danni causati dall'inondazione del fiume Moldava.

## Il castello
Il castello di Český Krumlov è insolitamente grande e raffinato per una città delle dimensioni di Krumlov; per dimensioni è secondo soltanto al complesso del castello di Praga. Il complesso comprende 40 edifici, 5 cortili e un giardino. L'intera area nel 1989 è diventata monumento culturale nazionale e nel 1992 è stata dichiarata patrimonio mondiale dell'umanità dell'UNESCO. 

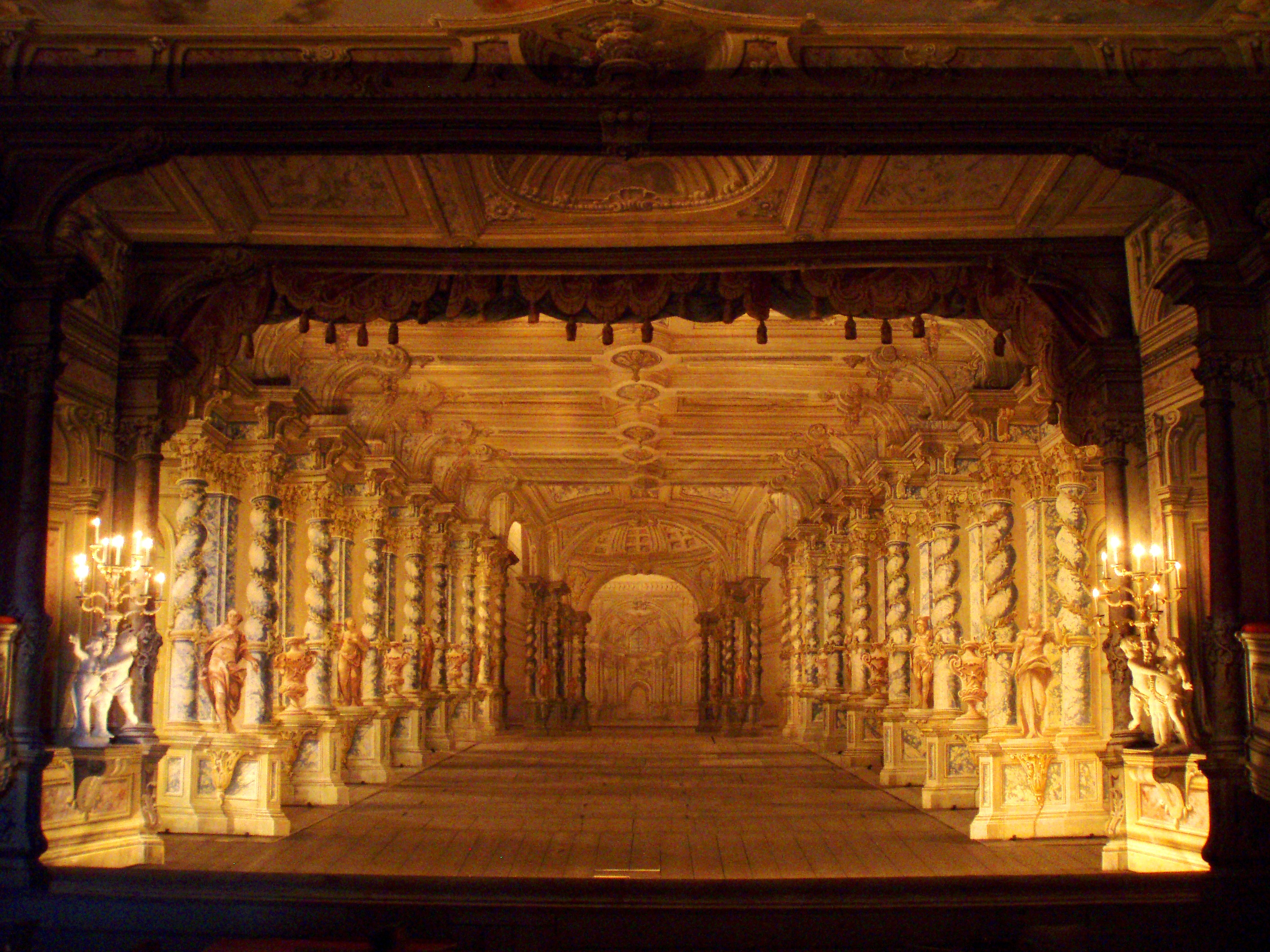
Palcoscenico del teatro barocco

Si tratta di uno dei più importanti castelli edificati in Boemia nel XIII secolo dalla famiglia dei Vítkovec. Dopo l'anno 1302, quando il ceppo dei Vítkovec si estinse, il castello divenne la sede principale della famiglia Rožmberk. Da allora la fortezza venne più volte ampliata, e nel XVI secolo fu ricostruita in stile rinascimentale sotto la direzione dell'architetto ticinese Baldassare Maggi. Gli Eggenberg e gli Schwarzenberk effettuarono alcune modifiche barocche, costruirono il maneggio e la residenza estiva Bellaire, la nuova cappella e la Sala delle Maschere decorata.

### Teatro barocco
Il castello di Krumlov contiene un teatro barocco miracolosamente conservato che, completo di scenario originale ed arredi scenici, è uno dei pochi teatri di questo tipo ancora esistenti. Per la sua fragilità, il teatro è usato soltanto una volta all'anno, quando vi viene rappresentata,alla luce delle candele, un'opera barocca  .
Delle sale espositive sono state allestite nei sotterranei gotici e nella zecca del castello. Dalla torre si gode del panorama sulla città e in particolare sul giardino e sul parco che circondano il castello.

## Nel cinema
Qui è stato ambientato il film Hostel, di Eli Roth, prodotto da Quentin Tarantino.

## Amministrazione

### Gemellaggi
- Llanwrtyd Wells[8]
- San Gimignano
- Slovenj Gradec